# Dragutin Haramija
Dragutin Haramija, né le 12 août 1923 à Čavle dans le royaume de Yougoslavie, et mort le 28 novembre 2012 à Zagreb, est une personnalité  politique croate.
Haramija est Premier ministre de la république de Croatie de 1969 à 1971. Il a inauguré une politique économique libérale et pousse à plus d'indépendance économique  de Croatie. Dragutin Haramija démissionne volontairement après la chute du Printemps croate et reste fidèle aux idées de Savka Dabčević-Kucar et Miko Tripalo.